# Musa splendida
Musa splendida là một loài thực vật có hoa trong họ Musaceae. Loài này được A.Chev. miêu tả khoa học đầu tiên năm 1934.